# Порту-да-Карне
Порту-да-Карне (порт. Porto da Carne) — район (фрегезия) в Португалии, входит в округ Гуарда. Является составной частью муниципалитета Гуарда. По старому административному делению входил в провинцию Бейра-Алта. Входит в экономико-статистический субрегион Бейра-Интериор-Норте, который входит в Центральный регион. Население составляет 398 человек на 2001 год. Занимает площадь 1,68 км².